# Ali-Pascha-Moschee (Sarajevo)

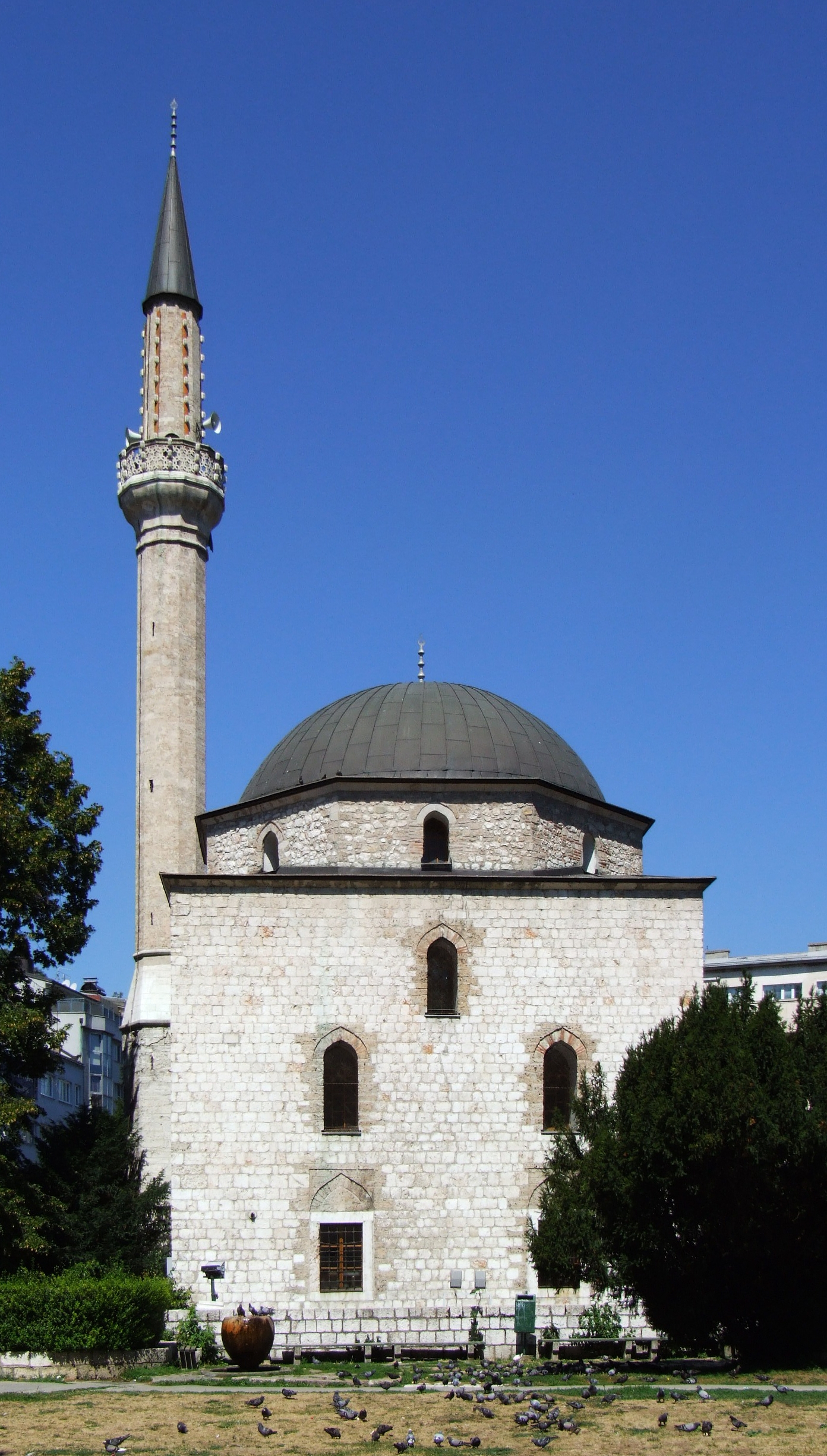
Die Ali-Pascha-Moschee in Sarajevo

Die Ali-Pascha-Moschee (bosnisch Alipašina džamija/Алипашина џамија) ist eine Moschee in Sarajevo (Bosnien und Herzegowina).

## Geschichte
Die Anlage wurde von 1560 bis 1561 als Vakuf (fromme Stiftung) des Statthalters Hadim Ali-Pascha errichtet, der kurz vor dem Bau starb. Die 1894 restaurierte Moschee wurde im Bosnienkrieg durch serbische Angriffe erheblich in Mitleidenschaft gezogen, aber 2004 restauriert und 2005 in die Liste der Nationaldenkmäler eingetragen.

## Anlage

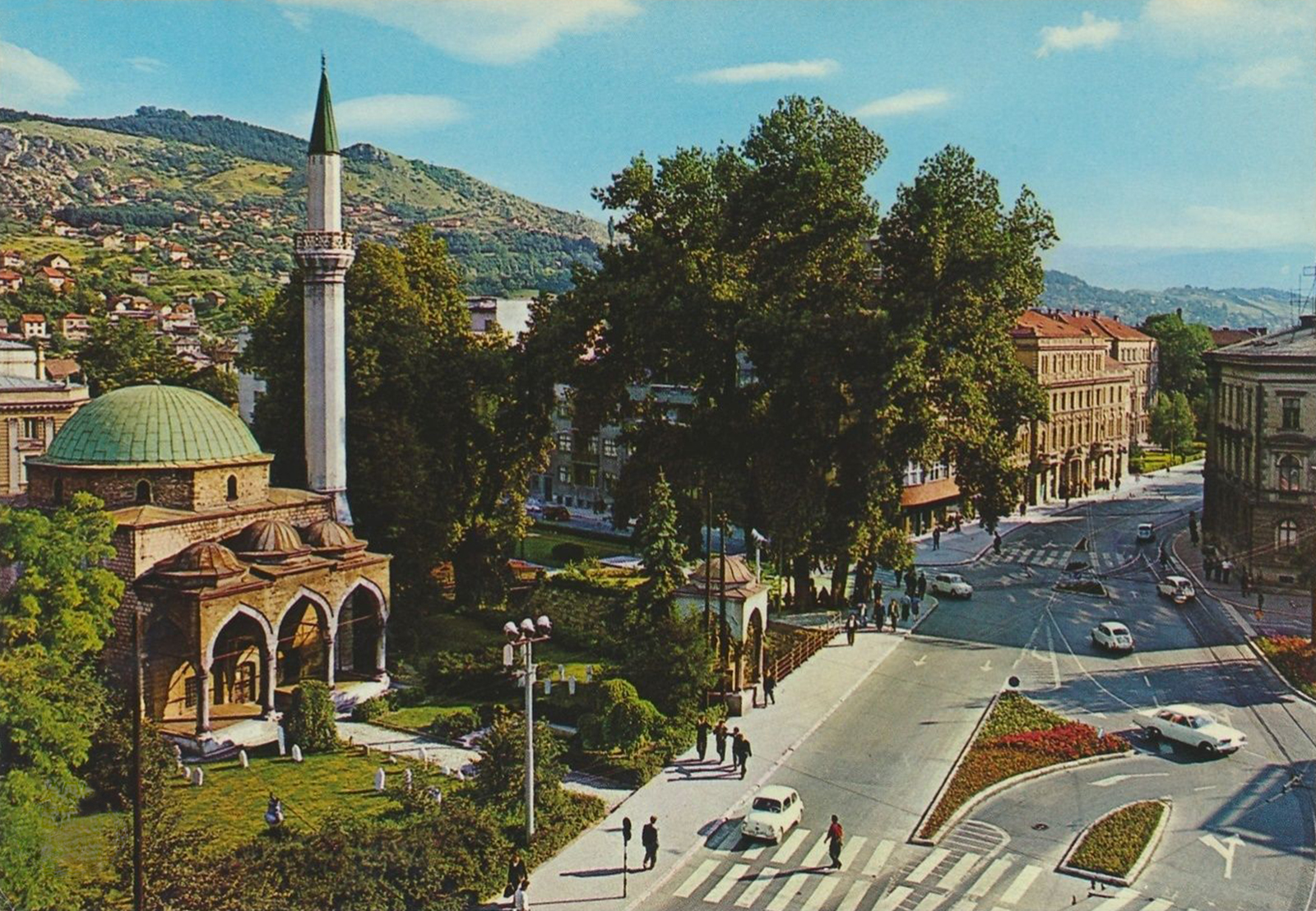
Die Moschee und ihre Umgebung im Jahr 1966

Die im „klassischen“ Stil erbaute Moschee ist auf quadratischem Grundriss errichtet (vgl. die Aladža-Moschee in Foča). Die mächtige Kuppel ruht auf Trompen. Das Innere mit Mihrab und Minbar ist mit Stalaktiten, profilierten Gesimsen und in Stein gravierten Ornamenten geschmückt. Die von vier durch Spitzbögen verbundenen Marmorsäulen mit Kapitellen und profilierten Basen getragene Vorhalle wird von drei kleineren Kuppeln überragt, deren mittlere etwas überhöht ist. Das Minarett steht in unmittelbarer Verbindung mit der Wand. Innerhalb des Baukomplexes befindet sich eine Türbe mit zwei Sarkophagen der im Jahr 1915 verstorbenen politisch-religiösen Aktivisten der Vereinigung Gajret Avdo Sumbul und Behdžet Mutevelić.